# Донє Пазарище
44°39′ пн. ш. 15°11′ сх. д. / 44.65° пн. ш. 15.19° сх. д.
Донє Пазарище (хорв. Donje Pazarište) — населений пункт у Хорватії, у Лицько-Сенській жупанії у складі міста Госпич. Це 18 кілометрів на захід від Перушича та 22 кілометри на північний захід від найбільшого міста Ліки, Госпіча.

## Населення
Населення за даними перепису 2011 року становило 125 осіб.
Динаміка чисельності населення поселення:

## Клімат
Середня річна температура становить 8,48 °C, середня максимальна – 22,04 °C, а середня мінімальна – -5,95 °C. Середня річна кількість опадів – 1272 мм.
| Клімат поселення                              | Клімат поселення | Клімат поселення | Клімат поселення | Клімат поселення | Клімат поселення | Клімат поселення | Клімат поселення | Клімат поселення | Клімат поселення | Клімат поселення | Клімат поселення | Клімат поселення | Клімат поселення |
| Показник                                      | Січ.             | Лют.             | Бер.             | Квіт.            | Трав.            | Черв.            | Лип.             | Серп.            | Вер.             | Жовт.            | Лист.            | Груд.            |                  |
| Середній максимум, °C                         | 5,10             | 6,16             | 9,04             | 12,92            | 17,66            | 21,11            | 22,04            | 21,63            | 17,92            | 13,65            | 8,42             | 4,92             |                  |
| Середня температура, °C                       | −0,43            | 0,64             | 3,52             | 7,41             | 12,16            | 15,59            | 17,77            | 17,34            | 13,64            | 9,36             | 4,11             | 0,64             |                  |
| Середній мінімум, °C                          | −5,95            | −4,88            | −1,99            | 1,89             | 6,64             | 10,09            | 13,48            | 13,04            | 9,34             | 5,07             | −0,17            | −3,66            |                  |
| Норма опадів, мм                              | 96               | 93               | 94               | 102              | 91               | 90               | 56               | 78               | 129              | 147              | 165              | 131              |                  |
| Середньомісячна швидкість вітру, м/с          | 2.72             | 2.84             | 2.99             | 2.86             | 2.61             | 2.41             | 2.38             | 2.31             | 2.46             | 2.65             | 2.98             | 2.98             |                  |
| Середньомісячна сонячна радіація, кДж/м²·день | 4519             | 7204             | 10631            | 15155            | 19303            | 21090            | 22926            | 19680            | 14499            | 9325             | 4893             | 3742             |                  |
| --------------------------------------------- | ---------------- | ---------------- | ---------------- | ---------------- | ---------------- | ---------------- | ---------------- | ---------------- | ---------------- | ---------------- | ---------------- | ---------------- | ---------------- |
| Джерело:                                      |                  |                  |                  |                  |                  |                  |                  |                  |                  |                  |                  |                  |                  |